# Serveur d'authentification
Un serveur d'authentification fournit un service réseau pour valider des informations telles que le nom et mot de passe d'un utilisateur.